# Шенандоа (долина)
Долина Шенандоа (англ. Shenandoah Valley) — географический и культурный регион, расположенный на территории штатов Виргиния и Западная Виргиния, США.

## Физико-географическая характеристика

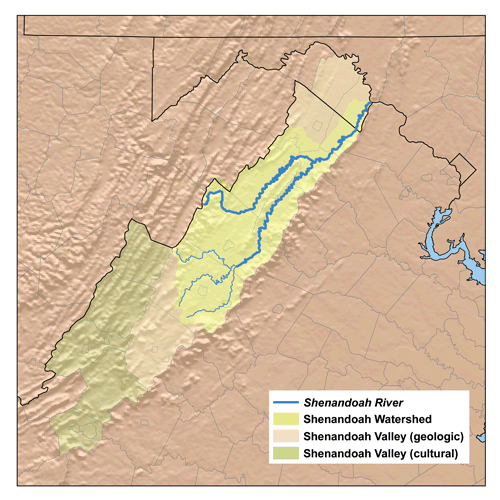
Карта-схема долины

Долина прорыта реками Норт-Форк и Саут-Форк в полосе более податливых пород, относящихся к герцинским (палеозойским) складчатым структурам. Реки с двух сторон огибают гору Массануттен и сливаются у городка Фронт-Ройал, образуя реку Шенандоа.
Затем единая водная артерия пересекает границу с Западной Виргинией и через 80 км у Харперс-Ферри впадает в Потомак. В пределах массивы аппалачских лесов (состоят преимущественно из дуба, Веймутовой сосны, ивы и платана), представляющих собой предмет охраны и наблюдений. На западе Шенандоа ограничена Голубым хребтом, на севере — рекой Потомак, а на юге — рекой Джеймс. Ширина долины — около 40 км, а длина — 240 км.
В 1926 году почти 80 тыс. га долины были объявлены национальным парком. Помимо лесов и лугов территория парка охватывает около 60 вершин высотой более 600 м.

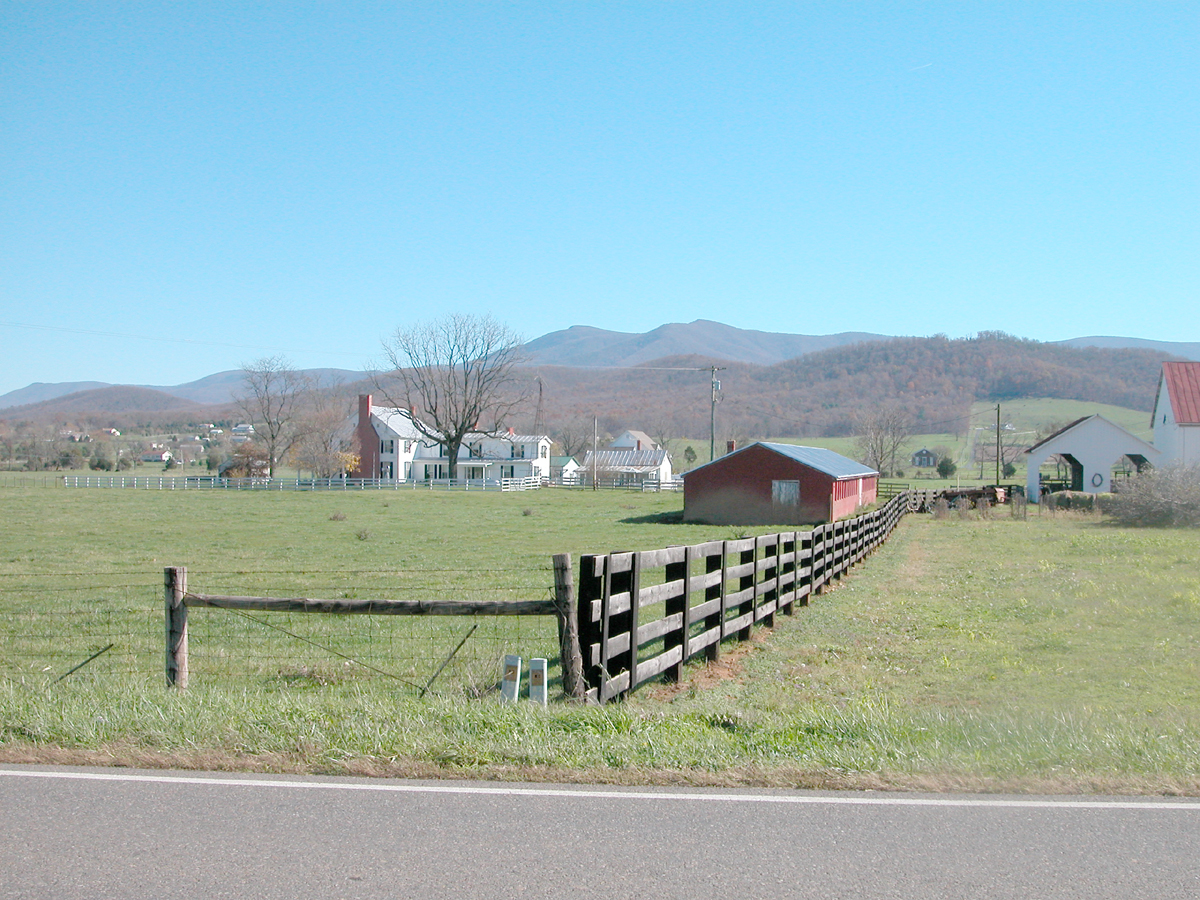
Одна из ферм на территории долины

## История
В течение длительного времени Шенандоа являлась местом обитания индейских племён шони и ирокезов. Белые поселенцы долго не решались перейти Голубой хребет. Хребет был перейдён впервые в 1671 году экспедицией Джона Ледерера, который вошёл в долину через ущелье Манассас-Гап. В том же году долину посетила экспедиция Бэттса и Фэллама, а в 1682 году — экспедиция Колдволладера Джонса. В 1706 и 1712 долину изучали и картографировали Людвиг Мишель и Кристов фон Граффенфрид.
В 1716 году экспедиция губернатора Виргинии Александра Споттсвуда (1676—1740) прошла Голубой хребет по ущелью Свифт-Ран, и вышла к реке Элктон. Споттсвуд поднял бокал шампанского за удачу экспедиции, которая нашла такое живописное место. Проложенный ими путь вдоль долины стал одним из основных маршрутов освоения Дикого Запада, а сегодня по нему прошло шоссе федерального значения. Среди первых переселенцев, осевших в долине были шотландско-ирландские пресвитерианцы и немецкие лютеране из Пенсильвании, а также англичане из восточной Виргинии. Самым первым поселенцем в долине стал Адам Миллер, уроженец Вюртемберга, эмигрировавший в Пенсильванию в 1724 году, а в 1727 переселившийся в долину вместе с женой Барбарой.
В 1721 году Спотсвуд заключил с ирокезами Договор в Олбани, который оговаривал право собственности на долину, но из-за различного понимания договора начались столкновения между индейцами и белыми в 1743 году, которые едва не переросли в большую войну, но губернатор Гуч откупился от индейцев, а в 1744 году был заключён Ланкастерский договор, по которому индейцы продали всю долину Шенандоа колонистам.
В 1748 году долину посетил Джордж Вашингтон, будущий первый президент США. Он находился в составе экспедиции Джорджа Уильяма Фэрфакса, которая вошла в долину через ущелье Эшби-Гэп, занялась землемерными работами около города Фредерика (сейчас Винчестер) и в апреле вернулась через Мэриленд.
Во время Гражданской войны (1861—1865) долина являлась местом расположения лагеря конфедератов, возглавляемых генералом Томасом Джексоном «Каменная Стена», который был родом из этих мест. Здесь произошёл ряд сражений, известных как «Кампания в долине Шенандоа 1862 года» и «Кампания в долине Шенандоа 1864 года». После нескольких серьёзных поражений, понесенных армией Конфедерации в долине в 1862 году, опасаясь возобновления там боевых действий, генерал армии северян Филип Шеридан 26 сентября 1864 года приказал своей кавалерии сжечь всё что может пригодиться врагам: посевы, мельницы, фермы, скот и жилища.
Долина была своего рода коридором, по которому можно было быстро выйти к Вашингтону или к Ричмонду. Генерал Ли два раза использовал этот коридор — во время Мерилендской кампании и во время Геттисбергской кампании. Именно через долину Шенандоа в 1863 году отступала Северовирджинская армия после неудачи под Геттисбергом. В июне 1864 года генерал Джубал Эрли совершил рейд вниз по долине и вышел почти к самому Вашингтону.
В 1864—1865 годах северная часть долины стала территорией, на которой активно действовали партизаны Джона Мосби. Мосби контролировал почти всю эту территорию и часть Вирджинии, которую стали называть «Конфедерация Мосби».